# Kaljazin
Kalyazin (in russo Каля́зин?) è una città della Russia europea centrale, appartenente all'oblast' di Tver'; è il capoluogo del Kaljazinskij rajon e sorge sulle rive del bacino di Uglič a 175 chilometri di distanza da Tver'.
Citata in documento del XII secolo, ottenne lo status di città nel 1775.
La città è nota per il cosiddetto "campanile allagato" posto su un'isola artificiale nel bacino di Uglič.